# Grégory Baugé
Grégory Baugé (n. 31 ianuarie 1985, Maisons-Laffitte, Île-de-France, Franța) este un ciclist francez, medaliat olimpic. A participat la 3 ediții ale Jocurilor Olimpice (2008, 2012, 2016) în care a câștigat o medalie de bronz.